# Muzeum Narodowe Indonezji
Muzeum Narodowe Indonezji (indonez. Museum Nasional Indonesia) – muzeum narodowe w Dżakarcie w Indonezji. Zostało założone w 1778 roku, jako instytucja holenderska pod nazwą Bataviaasch Genootschap van Kunsten en Wetenschappen (Batavskie Towarzystwo Sztuki i Kultury).
Obecną rangę obiektu oraz nazwę przyjęto w 1979 roku.